# Emili
Gli Emili o De Millis o degli Emilei sono un'antica famiglia nobile bresciana, appartenente al patriziato bresciano e veronese.

## Storia
I De Millis sono un'antica famiglia di nobili rurali, nel 1396 sono una delle famiglie che riceve l'investitura imperiale ed onori comitali. Il loro nome è riscontrabile tra quelli iscritti nella matricola malatestiana del 1406. Uno dei suoi esponenti più importanti è Filippo Emili, che nel 1409 durante il periodo visconteo riceverà l'incarico di luogotenente della Valcamonica. Il nome della famiglia risulta essere tra i firmatari che nel 1426 sancirono il patto di unione del bresciano con la Repubblica Veneta. Oltre alla presenza all'interno del patriziato bresciano la famiglia si espanse riuscendo ed essere annoverata anche all'interno del patriziato veronese. Dal 1796 il nome De Millis muterà nell'attuale Emili o Emilii.

## Personaggi illustri
- Filippino (sec. XIV), cancelliere e segretario di Gian Galezzo Visconti duca di Milano. Originario di Brescia ottenne la cittadinanza di Milano. Ottenne il titolo di conte palatino e venne isignito del feudo di Montirone
- Tommaso (sec. XV), condottiero della Repubblica Veneta.
- Marco, capitano a servizio dell'imperatore Carlo V è stato suo ambasciatore presso il duca di Ferrara.
- Giovanni (sec. XVIII), generale del marchese di Monferrato
- Pietro, patriota del Risorgimento, primo sindaco di Montirone
- Francesco, patriota del Risorgimento, tra i capi dell'insurrezione antifrancese a Verona

## Possedimenti
Tra i possedimenti di questa famiglia si possono annoverare quelli di Acqualunga e di Montirone, dove rimangono ancora alcuni toponimi.

## Dimore
- Torre degli Emili (Montirone), residenza fortificata del XV secolo.
- Palazzo Emilei Forti (Verona)